# Tim-Philip Katzer
Tim-Philip Katzer (* 29. Januar 1993 in Stuttgart) ist ein deutscher Eishockeyspieler, der seit 2018 beim SC Bietigheim-Bissingen spielt.

## Karriere
Katzer durchlief zunächst die Jugendabteilungen beim SC Bietigheim-Bissingen und beim SC Riessersee. Bei letzterem spielte er erfolgreich mit dem SC Riessersee in der DNL und erhielt bereits in der Saison 2010/11 zwei Einsätze in der regulären Spielzeit und 14 Einsätze in den Playoffs in der 1. Mannschaft des SC Riessersee in der Oberliga. Seit der Saison 2011/12 steht Katzer in der Stammaufstellung der 2. Eishockey-Bundesliga-Mannschaft. Während der Saison 2011/12 wurde Katzer an den Oberligisten EC Peiting ausgeliehen, um mehr Spielpraxis zu erhalten.
Im Juli 2012 wurde bekannt, dass Katzer zu den Saale Bulls in die Oberliga Ost wechselt.
In der Saison 2012/13 holte er im Dress der Saale Bulls die Oberliga Ost Meisterschaft und den Nord-Ost Pokal in die Händelstadt. Im folgenden Jahr unterstützte er den ERC Ingolstadt in der Champions Hockey League und half dem EV Regensburg mittels Förderlizenz zum Klassenerhalt in der Oberliga.
Zur Saison 2014/15 kehrte er nach Halle zurück, um die Saale Bulls bei ihren Aufstiegsambitionen zu unterstützen. Nach einer weiteren von Verletzungen geprägten Saison entschied sich Katzer gegen eine weitere Saison im Profisport und widmete sich dem Abschluss seines Studiums.
In den Regionalliga Playoffs 2018 kehrte er nach drei Jahren zurück aufs Eis und gewann mit dem SC Bietigheim-Bissingen die Meisterschaft.

## Erfolge und Auszeichnungen
- 2011 Oberliga-Meister mit dem SC Riessersee
- 2011 Aufstieg in die 2. Eishockey-Bundesliga mit dem SC Riessersee
- 2012 Oberliga Süd Meister mit dem EC Peiting
- 2013 Oberliga Ost Meister mit den Saale Bulls
- 2013 Nord-Ost Pokal mit den Saale Bulls
- 2018 Regionalliga SW Meister mit dem SC Bietigheim-Bissingen

## Karrierestatistik
(Legende zur Spielerstatistik: Sp oder GP = absolvierte Spiele; T oder G = erzielte Tore; V oder A = erzielte Assists; Pkt oder Pts = erzielte Scorerpunkte; SM oder PIM = erhaltene Strafminuten; +/− = Plus/Minus-Bilanz; PP = erzielte Überzahltore; SH = erzielte Unterzahltore; GW = erzielte Siegtore; 1 Play-downs/Relegation; Kursiv: Statistik nicht vollständig)